# Tiếng Navajo
Tiếng Navajo hay tiếng Navaho (Diné bizaad [tìnépìz̥ɑ̀ːt] hay Naabeehó bizaad [nɑ̀ːpèːhópìz̥ɑ̀ːt]) là một ngôn ngữ Athabaska Nam trong hệ ngôn ngữ Na-Dené. Nó có liên quan đến một số ngôn ngữ bản địa được nói dọc vùng phía tây Bắc Mỹ. Tiếng Navajo được nói chủ yếu ở Tây Nam Hoa Kỳ, đặc biệt ở khu vực Xứ Navajo. Đây là một trong số các ngôn ngữ bản địa Hoa Kỳ phổ biến nhất và được dùng nhiều ở phía bắc biên giới Mexico–Hoa Kỳ, với gần 170.000 người Mỹ nói tiếng Navajo tại nhà (2011). Thứ tiếng này đang cần một lượng người nói ổn định, dù vấn đề này đã được giảm bớt ở chừng mực nào đó nhờ hệ thống giáo dục rộng rãi tại Xứ Navajo.
Tiếng Navajo có hệ thống âm vị tương đối lớn; gồm nhiều phụ âm ít gặp, không tồn tại trong tiếng Anh. Bốn nguyên âm cơ bản phân biệt về cả tính mũi, độ dài, và thanh. Hệ chữ viết của nó, được phát triển vào thập niên 1930 sau một loạt những nỗ lực bất thành, dựa trên bảng chữ cái Latinh. Đa phần từ vựng Navajo có nguồn gốc Athabaska, vì từ lâu ngôn ngữ này đã ít tiếp nhận từ mượn.
Cấu trúc câu căn bản là chủ–tân–động (subject–object–verb), dù nó rất linh hoạt trong giao tiếp thực tiễn. Tiếng Navajo có cả những yếu tố của ngôn ngữ chắp dính và ngôn ngữ hoà kết: nó phụ thuộc vào những phụ tố để biến đổi động từ, và danh từ thường được tạo ra từ nhiều hình vị (morpheme) khác nhau, nhưng trong cả hai trường hợp, hình vị được kết hợp một cách không đồng đều và khá khó nhận ra. Động từ được chia theo thể và thức.
Trong Thế chiến thứ hai, chính phủ Hoa Kỳ đã sử dụng người nói tiếng Navajo để truyền thông tin quân sự bí mật qua điện thoại và radio bằng một mật mã dựa theo ngôn ngữ này. Tiếng Navajo được xem là lý tưởng vì nó có ngữ pháp rất khác tiếng Đức và tiếng Nhật, và vì vào thời đó không có từ điển Navajo nào được xuất bản.

## Tên
Từ Navajo là từ ngoại lai (exonym): nó xuất phát từ tiếng Tewa Navahu, kết hợp giữa hai gốc từ nava ("cánh đồng") và hu ("thung lũng") thành "cánh đồng lớn". Nó được tiếng Tây Ban Nha vay mượn để chỉ vùng tây bắc New Mexico ngày nay, và sau đó được tiếng Anh mượn để chỉ người Navajo và ngôn ngữ của họ. Cách viết thay thế Navaho hiện bị xem là lỗi thời. Người Navajo tự gọi mình là Diné ("Con người"), và ngôn ngữ của họ là Diné bizaad ("Ngôn ngữ của Con người").

## Âm vị
Tiếng Navajo có số phụ âm tương đối lớn. Các phụ âm tắc có ba dạng: bật hơi, không bật hơi, và tống ra – ví dụ, /tʃʰ/, /tʃ/, và /tʃʼ/ (tất cả đều tương tự "ch" trong tiếng Anh). Tiếng Navajo cũng có một âm tắc thanh hầu đơn giản xuất hiện sau nguyên âm.
Ngôn ngữ này có bốn "loại" nguyên âm: /a/, /e/, /i/, và /o/. Mỗi "loại" có dạng miệng hóa và mũi hóa, và có thể dài hoặc ngắn. Tiếng Navajo cũng phân biệt giữa thanh thấp và cao, thanh thấp thường được xem như "không có". Nhìn chung, tiếng Navajo có tốc độ nói chậm hơn tiếng Anh.
|        |          |               | Đôi môi | Chân răng | Chân răng | Chân răng | Vòm- chân răng | Vòm  | Vòm mềm | Vòm mềm | Thanh hầu | Thanh hầu |
| thường | cạnh     | tác xát       | Đôi môi | thường    | môi hóa   | thường    | Vòm- chân răng | Vòm  | môi hóa |         |           |           |
| ------ | -------- | ------------- | ------- | --------- | --------- | --------- | -------------- | ---- | ------- | ------- | --------- | --------- |
| Ồn     | Tắc      | không bật hơi | p       | t         | tˡ        | ts        | tʃ             |      | k       |         | ʔ         |           |
| Ồn     | Tắc      | bật hơi       |         | tʰ        | tɬʰ       | tsʰ       | tʃʰ            |      | kʰ      | (kʷʰ)   |           |           |
| Ồn     | Tắc      | phụt          |         | tʼ        | tɬʼ       | tsʼ       | tʃʼ            |      | kʼ      |         |           |           |
| Ồn     | Xát      | căng          |         |           | ɬ         | s         | ʃ              |      | x       | (xʷ)    | (h)       | (hʷ)      |
| Ồn     | Xát      | lơi           |         |           | l         | z         | ʒ              |      | ɣ       | (ɣʷ)    |           |           |
| Vang   | Mũi      | thường        | m       | n         |           |           |                |      |         |         |           |           |
| Vang   | Mũi      | thanh hầu hóa | (mʼ)    | (nʼ)      |           |           |                |      |         |         |           |           |
| Vang   | Tiếp cận | thường        |         |           |           |           |                | j    |         | (w)     |           |           |
| Vang   | Tiếp cận | thanh hầu hóa |         |           |           |           |                | (jʼ) |         | (wʼ)    |           |           |

|       | Trước | Trước | Sau | Sau |
| ----- | ----- | ----- | --- | --- |
| miệng | mũi   | miệng | mũi |     |
| Cao   | i ~ ɪ | ĩ     |     |     |
| Trung | e     | ẽ     | o   | õ   |
| Thấp  |       |       | ɑ   | ɑ̃   |

## Phân loại
Tiếng Navajo là một ngôn ngữ Athabaska; cùng với những ngôn ngữ Apache, nó tạo thành nhánh phía nam của nhóm ngôn ngữ Athabaska. Đa phần những ngôn ngữ Athabaska khác hiện diện tại Alaska hoặc dọc theo bờ biển Thái Bình Dương thuộc Bắc Mỹ.
Đa số ngôn ngữ Athabaska có thanh điệu. Tuy nhiên, đặc điểm này phát triển không phụ thuộc lẫn nhau theo từng phân nhóm; ngôn ngữ Tiền Athabaska không có thanh điệu.
Tiếng Navajo có quan hệ gần gũi nhất với tiếng Tây Apache, cả hai có hệ thống thanh điệu tương tự nhau và chung hơn 92% lượng từ vựng. Ngôn ngữ gần thứ hai với tiếng Navajo là tiếng Mescalero-Chiricahua, cũng là một thành viên của nhóm ngôn ngữ Tây Apache. Người nói Navajo thường có thể thông hiểu người nói ngôn ngữ Apache khác.

## Ngữ pháp
Tiếng Navajo khó phân loại về mặt loại hình ngôn ngữ: nó phụ thuộc nhiều vào phụ tố—chủ yếu là tiền tố—như các ngôn ngữ chắp dính, nhưng những phụ tố này lại được xếp đặt một cách chồng chéo, khó đoán trước khiến chúng khó khăn trong phân tích, đây là một nét của ngôn ngữ hoà kết. Nói chung, động từ tiếng Navajo chứa nhiều hình vị hơn danh từ (trung bình, 11 đối với động từ và 4–5 với danh từ), nhưng hình vị trong danh từ lại ít dễ nhận biết hơn. Tiếng Navajo do vậy có thể được phân loại là ngôn ngữ hoà kết, ngôn ngữ chắp dính hay thậm chí ngôn ngữ hỗn nhập.
Về cấu trúc cơ bản, Navajo được xem là ngôn ngữ chủ-tân-động. Tuy nhiều, người nói có thể xếp chủ ngữ và tân ngữ dựa trên "cấp danh từ". Trong hệ thống này, danh từ được chia thành ba cấp—con người, động vật, và vật thể vô tri—và trong các cấp, danh từ lại được phân theo chiều dài, kích thước, và trí thông minh. Chủ ngữ hoặc tân ngữ nào có cấp cao hơn thì đứng trước. Eloise Jelinek xem tiếng Navajo là một ngôn ngữ hình thể giao tiếp, tức cấu trúc câu không dựa vào những quy tắc ngữ pháp, mà được xác định bởi yếu tố thực tiễn trong nội dung giao tiếp.

### Động từ
Động từ là yếu tố chính trong câu, giúp truyền tải một lượng lớn thông tin. Động từ dựa trên một thân từ (stem) tạo nên từ một gốc để diễn tả hành động, và có thêm phụ tố để xác định thức và thể; tuy nhiên, phụ tố thường được kết hợp đến mức không thể tách rời. Gốc từ được thêm vào một tiền tố để dễ xác định hơn.
Tiếng Navajo không có một thì riêng rẽ nào; thay vào đó, vị trí của hành động trong thời gian được xác định nhờ thức và thể. Mỗi động từ có một thức và một thể.
| Các thức: - Imperfective (chưa hoàn thành) – một hành động không hoàn chỉnh; có thể thuộc quá khứ, hiện tại, hay tương lai - Perfective (hoàn thành) – một hành động hoàn chỉnh; thường biểu thị quá khứ nhưng cũng có thể chỉ tương lai - Usitative – một hành động bình thương hay điển hình - Iterative – một hành động định kỳ hay lập lại; thường có thể dùng thay thế với usitative - Progressive (tiếp diễn) – tương tự imperfective, nhưng thiên về thì hiện tại - Future (tương lai) – một hành động chưa diễn ra, chỉ thì tương lai - Optative – một hành động tiềm năng hoặc mong muốn | Các thể: - Momentaneous – một hành động diễn ra tại một thời điểm xác định trong thời gian - Continuative – một hành động diễn ra trong thời gian vô tận, không có khởi đầu hay mục đích - Durative – tương tự continuative, nhưng không bao gồm những động từ hoạt động - Conclusive - tương tự durative, nhưng nhấn mạnh vào bản chất hoàn thành của hành động khi dùng cùng thức perfective - Repetitive – một hành động lập lại theo một kiểu nào đó, phụ thuộc vào loại tiểu thể và tiểu-tiểu thể được dùng - Semelfactive – một hành động đáng chú ý trong một nhóm hành động có liên quan hay một loạt hành động - Distributive – một hành động diễn ra giữa một nhóm mục tiêu hay vị trí - Diversative – một hành động diễn ra "lúc này lúc kia" (không đều đặn), giữa một nhóm mục tiêu hay vị trí không xác định - Reversative – một hành động bao hàm sự thay đổi trong vật lý hoặc hướng ẩn dụ - Conative – một hành động mà chủ từ cố gắng thực hiện - Transitional – một hành động bao hàm sự biến đổi từ trạng thái hay dạng này sang trạng thái hay dạng khác - Cursive – một hành động diễn ra không ngắt quãng (theo một đường thẳng) trong thời gian và không gian |

Ở bất kỳ động từ nào, thức usitative và repetitive cũng chia sẻ chung thân từ, thức progressive và future cũng vậy; những thức này được phân biệt bằng tiền tố. Một ví dụ, động từ "chơi" được chia trong các trường hợp thức.
- Imperfective: né – is playing, was playing, will be playing
- Perfective: neʼ – played, had played, will have played
- Progressive/future: neeł – is playing, will play, be playing
- Usitative/repetitive: neeh – usually plays, frequently plays, repetitively plays
- Optative: neʼ – would play